# Patrice Bret
Patrice Bret est un historien français des sciences et techniques né le 28 février 1949.

## Formation
Patrice Bret a fréquenté l'Université de Provence, où il a obtenu sa licence (1970) et sa maîtrise d'histoire (1971).
En 1973, il est diplômé d'études politiques de l'Institut d'études politiques d'Aix-en-Provence.
En 1975, il obtient le CAPES d'Histoire-Géographie.
En 1980, il obtient une licence d'histoire de l'art et d'archéologie à l'Université Panthéon-Sorbonne.
En 1989, il obtient un Diplôme d'études approfondies (DEA) en histoire de l'Université Panthéon-Sorbonne. Il est également qualifié pour enseigner l'informatique en 1991.
En 1994, il obtient un doctorat en histoire à l'Université Panthéon-Sorbonne.

## Carrière

### Rattachements
- Chercheur (honoraire depuis 2012) au Centre Alexandre Koyré (UMR 8560 EHESS-CNRS-MNHN[1]; ancien chercheur associé ou titulaire 2003-2012)
- Membre (émérite depuis 2019) du Comité des travaux historiques et scientifiques (CTHS ; membre depuis 1994 ; ancien secrétaire ou vice-président de la section d'histoire des sciences et des techniques, 1995-2002)
- Secrétaire général (depuis 1993) du Comité Lavoisier (Académie des sciences, 1993-2022)
- Membre du conseil scientifique de l'Inventaire Condorcet[2] (depuis 2019).
- 2009-2012, directeur scientifique Histoire de l'armement de l'Institut de recherche stratégique de l'École militaire (IRSEM).
- 2008-2011, conseiller scientifique auprès de la direction de l'Institut d'études avancées (IEA) d'Aix-Marseille Université (IMéRA)
- 2006-2016, Secrétaire du Comité national français d'histoire et de philosophie des sciences (CNFHPS ; membre depuis 1996)
- 2005, Professeur invité au Nagoya Institute of Technology (名古屋工業大学 Nagoya Kōgyō Daigaku).
- 2003-2009, Directeur scientifique du Département d'histoire de l'armement  au Centre des hautes études de l'Armement (CHEAr[3]).
- 2002, Professeur invité à la Pontifícia Universidade Católica de São Paulo (PUC-SP)
- 1993-2003, détaché comme chargé de recherche à l'UPR 21 du Centre national de la recherche scientifique (CNRS) ou au Centre de recherches d'histoire des sciences et techniques de La Villette (CRHST)

Patrice Bret siège ou a siégé aux comités de rédaction ou de lecture de plusieurs revues françaises, notamment Artefact : techniques, histoire et sciences humaines (Paris); La Revue. Musée des arts et métiers (Paris) ; Cahiers d’études et de recherches du musée de l’armée (CERMA) (Paris) ; Annales historiques de la Révolution française (Paris) ; Bulletin de la SABIX/Société des amis et de l’histoire de l’Ecole polytechnique (Palaiseau) - et revues étrangères : Vulcan. Journal for the Social History of Military Technology (Washington)  (ISSN 2213-459X), Actes d’Historia de la Ciência i de la Técnica (Barcelone) ; Osmanlı Bilimi Araştırmaları / Studies in Ottoman Science (Istanbul). 
Il a été vice-président de la Société française d'histoire des sciences (SFHST, 1997-2004), trésorier de l'International Committee for the History of Technology (ICOHTEC, 2009-2016) et président de la Société française d'histoire de la chimie (SFHC, 2015-2017, vice-président 2017-2024)

### Domaines de recherche
Les travaux de Patrice Bret portent principalement sur l'histoire de l'armement (du XVIIIe au XXe siècle) et à l'histoire culturelle des sciences et des techniques en France aux XVIIIe et XIXe siècles, en particulier sous l'angle des pratiques et institutions scientifiques et techniques, des questions de la recherche, de l’invention, de l’expertise, de la communication et de la circulation des idées (journaux, correspondances, traductions), en particulier avec l'Egypte et l'Empire ottoman et avec l'Amérique latine (Nouvelle Espagne, Brésil)
Patrice Bret s'intéresse particulièrement au rôle de la traduction et des femmes traductrices dans les communautés scientifiques et travaille en particulier sur la biographie et les travaux d'Antoine-Laurent Lavoisier, Guyton de Morveau et Claudine Picardet., et Nicolas-Jacques Conté. Il collabore également à l'inventaire et l'édition de la correspondance de Nicolas de Condorcet.

## Publications

### Direction d’ouvrages
- Patrice Bret (dir.), L'Expédition d'Égypte, une entreprise des Lumières, 1798-1801 : actes du colloque international organisé par l'Académie des inscriptions et belles-lettres et l'Académie des sciences, sous les auspices de l'Institut de France et du Muséum national d'histoire naturelle, 8-10 juin 1998, Paris, Hachette littératures, 1998.
- Adeline Gargam, avec la collaboration de Patrice Bret (dir.), Femmes de sciences de l’Antiquité au XIXe siècle : Réalités et représentations, Éditions Universitaires de Dijon, 2014, 345 p. (Nahema Hanafi, Clio. Femmes, Genre, Histoire, 2013, no 37, mis en ligne le 25 juillet 2013, en ligne).
- Patrice Bret, L'État, l'armée, la science : l'invention de la recherche publique en France (1763-1830), Presses universitaires de Rennes, coll. « Carnot », 2002, 484 p. (Olivier Martin, La revue pour l’histoire du CNRS, 2004, no 10, en ligne ; Annales historiques de la Révolution française, 2002, no 328, p. 278).
- Patrice Bret, Jean-Luc Chappey (dir.), « La traduction au siècle des Lumières. Enjeux et pratiques scientifiques, intellectuels et politiques, 1660-1840." – I. « Les enjeux politiques des traductions entre Lumières et Empire » et  II. « Les enjeux scientifiques des traductions entre Lumières et Empire », La Révolution française. Cahiers de l’Institut d’histoire de la Révolution française, no 12, septembre 2017 (https://journals.openedition.org/lrf/1714) et no 13, janvier 2018 (https://journals.openedition.org/lrf/1863).
- Patrice Bret (dir.), « Louis-Bernard Guyton de Morveau (1737-1816), professeur, innovateur et directeur de l’Ecole polytechnique », SABIX. Bulletin de la Société des amis de la bibliothèque et de l’histoire de l’Ecole polytechnique (Palaiseau), no 60 (janvier 2017) (https://journals.openedition.org/sabix/1816)
- Patrice Bret (dir.), « Le Patrimoine industriel de la chimie », Patrimoine industriel. Archéologie / Technique / Mémoire, no 69, décembre 2016.
- Patrice Bret (dir.), numéro spécial « Louis-Bernard Guyton de Morveau, "l’illustre chimiste de la République" », Annales historiques de la Révolution française, 2016, no 383.
- Patrice Bret, Brigitte Van Tiggelen (dir.), Madame d’Arconville : une femme de lettres et de sciences au siècle des Lumières, Paris, Hermann, 2011, 198 p. (présentation en ligne).

### Articles (sélection)
- (en) « Engineers and Topographical Surveys », in M. H. Edney and M. S. Pedley (eds.), The History of Cartography. Vol. 4. Cartography in the European Enlightenment, Chicago, University of Chicago Press, Part. 1, pp. 383-393.
- (en) « Instruments of Knowledge and Power in a Colonial Context: Scientific Instruments during the French Occupation of Egypt, 1798-1801 » [Astronomy, Geodesy, Topography], dans N. Brown, S. Ackermann, F. Günergün (eds.), Scientific Instruments between East and West, Leyde, Brill, 2019, p. 206-228.
- (en) [avec Keiko Kawashima], « Madame Lavoisier’s Diffusion and Defense of Oxygen Against Phlogiston : Her Translations of Richard Kirwan’s Essays », dans Women in their Element, dir. A. Lykknes et B. Van Tiggelen. Singapour, World Scientific, 2019, p. 85-98.
- « Traduire les couleurs. Mme Picardet, le Président de Virly, la minéralogie wernerienne et les palettes chromatiques allemandes », dans « La couleur des Lumières », éd. A. Gaillard et C. Lanoë, Dix-Huitième Siècle, 51 (2019), 235-259.
- (en) « Funding and Directing Research or Rewarding Scientific Achievements? Two Centuries of Prizes at the Academy of Sciences in Paris », dans « Prizes and Awards in Science before Nobel », M. Beretta and U. Larsson (eds.), Nuncius, 34:2 (2019), 317-355.
- [avec Clément Rossignol Puech] « Sciences et Techniques », dans Y. Chevrel, B. Banoun et I. Poulin (dir.), Histoire des traductions en langue française. XXe siècle, 1914-2000. Lagrasse (Aude), Éd. Verdier, 2019, p. 1527-1594.
- « Vingt ans d’échanges épistolaires personnels et institutionnels : Condorcet, Guyton de Morveau, l’Académie de Dijon et les savants bourguignons », dans Les relations scientifiques de Condorcet avec les provinces françaises. Correspondance et documents inédits, dir. N. Rieucau et al.. Ferney-Voltaire, Centre international d’étude du XVIIIe siècle, 2019, p. 173-234.
- « La mobilisation scientifique », dans Les Armes de la Grande Guerre. Histoire d’une révolution scientifique et industrielle, dir. A. Jouanjus, P. Simon et C. Trémoureux, Paris, Editions Pierre de Taillac et Ministère de Armées / Conseil général de l’armement et Direction générale de l’armement, 2018, p. 162-183.
- « Entre formation et médiation : les voyages d'un chimiste et minéralogiste amateur, le Président de Virly (1777-1786) », dans Les Sciences à l’âge des Lumières. Actes du colloque tenu au Château de La Roche-Guyon, le 14 juin 2014, dir. A. Turner, Paris, Editions de l’Œil / Bibliothèque fantôme, 2017, p. 68-158 (et illustrations p. 236-237).
- « "La rivale de la Capitale" : les visiteurs français et étrangers de Guyton de Morveau à Dijon », dans Guyton de Morveau des Lumières à l’Empire. Le pouvoir du savoir, dir. C. Lamarre, Dijon, Editions universitaires de Dijon, 2017, p. 69-90.
- « La correspondance de Lavoisier : pratiques matérielles de la lettre dans un corpus savant des Lumières », dans Utiliser, archiver, éditer. Usages savants de la correspondance en Europe, XVIIe – XVIIIe siècles, dir. E. Chapron et J. Boutier, Bibliothèque de l’Ecole des chartes, t. 171/1, janv.-juin 2013, Paris-Genève, Librairie Droz, 2016 [impr. 2017], p. 153-184.
- Patrice Bret, Gérard PAJONK (dir.), Savants et inventeurs entre la gloire et l'oubli, 2014.
- Madame Picardet, traductrice scientifique ou cosmétique des Lumières ?, Pour la science, 2014, no 446, en ligne.
- Il a dirigé plusieurs volumes de la correspondance publiée d'Antoine Lavoisier.
- Il a participé à la publication de la correspondance de Guyton de Morveau.
- Une correspondance scientifique pendant la révolution chimique : Louis-Bernard Guyton de Morveau et Richard Kirwan, 1782-1802. (Berkeley, OHST, 1994).
- La traduction en langue française au XIXe siècle, Tire ta langue, France Culture, 14 octobre 2012, 29 min. Avec Jean Yves Masson et Patrice Bret, au sujet du livre L'Histoire des traductions en langue française aux éditions Verdier, premier tome d'une série de quatre sur l'histoire des traductions en langue française depuis l'invention de l'imprimerie (en ligne)..

## Récompenses
- 2018, Prix Franklin-Lavoisier, reçu par Patrice Bret en tant que secrétaire général du Comité Lavoisier au nom du Comité Lavoisier, de l'Institut d'histoire des sciences et de la Fondation de la Maison de la Chimie[6]
- 2007, membre, Académie internationale d'histoire des sciences (AIHS)[7]
- 2007, Chevalier dans l'Ordre national des Palmes académiques.
- 2002, Médaille Montgolfier, Société d'encouragement pour l'industrie nationale[8]
- 1997, Le Prix Jean-Édouard Goby, Institut de France (Académie des inscriptions et belles-lettres & Académie des sciences morales et politiques).

Le 22 mai 2018, un colloque de recherche s'est tenu en l'honneur de Patrice Bret, au Centre Alexandre Koyré, sur le rôle de la science et de la technologie dans les sociétés des XVIIIe et XIXe siècles.